# Hohenloher Ebene
Hohenloher Ebene este o regiune de câmpie care face parte din „Neckar- și Taubergäuplatten” o regiune întinsă din Baden-Württemberg. Hohenloher Ebene este situat în nord-vestul landului Baden-Württemberg, și se întinde pe teritoriile districtelor  Hohenlohe, Schwäbisch Hall. La nord fiind delimitat de Rin și Tauber la vest de Neckar, la sud de regiunea păduroasă Schwäbisch-Fränkischer Wald și  la est de Frankenhöhe. Hohenloher Ebene este traversată de râurile Kocher și Jagst cu afluenții lor,  este o regiune de șes în care râurile au tăiat o albie adâncă, altitudinile maxime rareori depășesc altitudinea de 300 - 400 m deasupra n.m. Regiunea are o populație rară (120 loc/km²) în comparație cu alte regiuni din Germania (media fiind  230 loc/km²).

## Localități mai importante
- Heilbronn
- Schwäbisch Hall
- Crailsheim
- Bad Mergentheim
- Tauberbischofsheim